# Bathyonus
Bathyonus es un género de peces ofidiformes de la familia Ophidiidae.

## Especies
Se reconocen las siguientes especies:
- Bathyonus caudalis
- Bathyonus laticeps
- Bathyonus pectoralis